# Річард Ментор Джонсон
Річард Ментор Джонсон (англ. Richard Mentor Johnson; 17 жовтня 1780, Беарґрасс, Кентуккі — 19 листопада 1850, Франкфорт, Кентуккі) — американський політик, з 1837 по 1841 займав пост віце-президента США в адміністрації Мартіна ван Бюрена.

## Біографія
Народився в 1780 році в американському поселенні Берграсс, розташованому на території сучасного штату Кентуккі (на той момент — округ Кентуккі, штат Віргінія). Закінчивши Трансільванський університет у Лексінгтоні, почав працювати як адвокат.
Політичну кар'єру розпочав у 1804 році, коли був обраний представником свого округу до Палати представників штату Кентуккі. З 1807 до 1819 року був представником свого штату в Палаті представників. Під час англо-американської війни він командував полком, який діяв з 1813 року в Канаді. За однією з версій, він особисто вбив вождя індіанської племінної спілки — Текумсе. З 1819 по 1829 рік обіймав посаду представника штату Кентуккі в Сенаті, а з 1829 по 1837 знову був депутатом в Палаті представників.
В 1837 році вступив на посаду віцепрезидента в кабінеті Мартіна Ван Бюрена. Він став першим віцепрезидентом, обраним згідно з дванадцятою поправкою до Конституції США: оскільки за його кандидатуру не було подано більшості голосів усіх виборців, питання про віцепрезидента було направлено до Сенату, де вирішилося на користь Джонсона. На цій посаді він працював до 1841 року. У 1850 році він повернувся на роботу до Палати представників штату Кентуккі, однак у листопаді того ж року помер від інсульту та був похований на цвинтарі Франкфорта.